# Amata alenicola
Amata alenicola är en fjärilsart som beskrevs av Embrik Strand 1912. Amata alenicola ingår i släktet Amata och familjen björnspinnare. Inga underarter finns listade i Catalogue of Life.